# Auf der Suche nach Indien
Auf der Suche nach Indien, Originaltitel A Passage to India, ist ein 1924 erschienener Roman des britischen Autors E. M. Forster, der die kulturellen Konflikte zwischen Indern und Briten in Britisch-Indien während der Kolonialzeit Anfang der 1920er Jahre erkundet. Eine zentrale Thematik ist die Unmöglichkeit der Verständigung und Freundschaft zwischen Repräsentanten beider Gruppen, die durch die koloniale Herrschaft, die kulturellen Unterschiede, durch Vorurteile und Missverständnisse verhindert werden. Neben den Auswirkungen des Kolonialismus auf menschliche Beziehungen ist das Potenzial Indiens zur Bildung einer nationalen Einheit ein weiteres wichtiges Thema. E. M. Forster kannte die Lebensbedingungen in Britisch-Indien nach zwei längeren Aufenthalten im Jahre 1912 und  1921 aus eigener Anschauung.
Der Roman, der 1924 mit dem James Tait Black Memorial Prize ausgezeichnet wurde, wurde unmittelbar nach seiner Veröffentlichung wegen seiner angeblich antibritischen Haltung kritisiert. Er gilt heute als herausragende Darstellung einer fremden Kultur und als ein Klassiker der Literatur des 20. Jahrhunderts. Das US-amerikanische Magazin Time wählte ihn im Jahre 2005 zu einem der wichtigsten 100 Romane, die zwischen 1923 und 2005 erschienen. 2015 wählten 82 internationale Literaturkritiker und -wissenschaftler den Roman zu einem der bedeutendsten britischen Romane.

## Übersicht
Mrs. Moore reist mit der jungen Adela Quested aus England nach Tschandrapur in Indien, da diese herausfinden möchte, ob sie Mrs. Moores Sohn Ronny Heaslop wirklich heiraten will. Als Mrs. Moore in einer Moschee zufällig den jungen indischen Arzt Dr. Aziz kennenlernt, freunden sich die beiden an. Durch Mrs. Moore lernt Aziz auch Miss Quested kennen, die das „wahre Indien“ sucht und die Vorurteile und soziale Schranken der in Indien lebenden Briten zu umgehen versucht. Aziz organisiert für Mrs. Moore und Adela einen Ausflug zu den Marabar-Höhlen in der Umgebung. Dieser Ausflug endet für ihn in einer Katastrophe: Adela beschuldigt Aziz, sie während ihres Besuchs der Höhle sexuell belästigt zu haben. Aziz wird verhaftet, wodurch die Beziehungen zwischen Briten und Indern in Tschandrapur bis an die Grenze eines Gewaltausbruchs belastet werden. Aber während des Gerichtsprozesses zieht Adela ihre Anklage überraschend zurück und Aziz wird freigesprochen. Er lehnt einen weiteren Umgang mit Briten ab und nimmt eine Stellung als Arzt in einem von Indern regierten Bundesland an, wo er nun mit seiner Familie lebt, Gedichte schreibt und persische Literatur liest. Im dritten Teil des Romans, zwei Jahre später, besucht ihn sein früherer Freund Cyril Fielding, der einstmals Leiter des Government College in Tschandrapur gewesen war. Aziz erfährt erst jetzt, dass Fielding nicht Adela Quested, sondern eine Tochter von Mrs. Moore und Halbschwester von Ronny Heaslop geheiratet hat. Sie diskutieren über die Zukunft Indiens und Aziz prophezeit, dass er und Fielding erst dann wahre Freunde werden könnten, wenn die Briten Indien verlassen haben.

## Hauptpersonen
Der Erzähler zeichnet die Hauptfiguren als widersprüchliche Charaktere. Typischerweise wird nicht ein lateraler, sondern ein zentraler Charakterzug durch sein Gegenteil ergänzt und dadurch zeitweilig aufgehoben oder ausbalanciert. So ist der junge Arzt Aziz zuverlässig in seiner Arbeit, aber im Privaten sprunghaft, sein Freund Fielding zwar ohne Vorbehalte gegen seine indische Umgebung, aber mit begrenztem Verständnis für ihre Kultur, Adela Quested ist neugierig auf das „wirkliche Indien“, aber nicht neugierig genug, um a priori ihr Erlebnis zu klären, bevor sie mit ihrer falschen Anklage eine Katastrophe auslöst. Auch Mrs. Moore, die anfangs mit einer christlich fundierten Empathie gezeichnet wird, verliert ihre Einfühlung in die Einbildungen Adela Questeds und gewinnt eine ungewohnte Härte. Die von Forster in seiner Romantheorie geforderten „runden Charaktere“ sind – um im Bild zu bleiben – keine 360-Grad-Sammelsurien von Merkmalen, sondern haben bei wesentlichen Merkmalen ihre diametralen 180-Grad-Brüche, mit denen der Autor die Wendungen der Figuren aus ihren Persönlichkeitsstrukturen und Perspektiven konstruiert.
Dr. Aziz ist ein junger muslimischer indischer Arzt und Witwer, der im britischen Krankenhaus von Tschandrapur arbeitet. Er ist ein vorausplanender und begabter Operateur, aber in seinem Privatleben von schwankender, überspannter Emotionalität und in seinen schnellen Schlussfolgerungen oft unlogisch. Neben anderen Themen schreibt er auch über den Niedergang des Islam Gedichte, in denen er sich entweder mit Pathos oder Bosheit ausdrückt. Er zeigt zunächst wenig Interesse an den Fragen der britischen Herrschaft und entwickelt eine enge Freundschaft mit Cyril Fielding. Doch nach der Anklage von Adela Quested und dem Gerichtsverfahren gegen ihn hat er die Vision eines vom englischen Kolonialismus befreiten Indiens.
Cyril Fielding, ein unverheirateter Mann von etwa 45 Jahren, ist Leiter des kleinen Colleges für indische Studenten in Tschandrapur, bei dessen Verwaltung er jede Menge Fehler macht. Aufgrund seiner liberalen, nicht-rassistischen Weltanschauung fühlt er sich seinen Landsleuten nicht verbunden: Er hat indische Freunde und verteidigt Aziz als vermutlich nicht schuldig, weswegen die Engländer ihm nicht trauen. Fielding hat auch seine Schwächen: Zum Beispiel begreift er nicht, das Weiß nicht nur eine Hautfarbe ist, sondern auch eine Position im Leben und bei allem Respekt für die Kultur Indiens ist für ihn die Kultur des Mittelmeeres das Maß aller Dinge. Auch das Interesse seiner Frau am Hinduismus bleibt ihm ebenso fremd wie der sich in den vielen Echos der Natur ankündigende Widerstand gegen die Herrschaft Englands.
Adela Quested ist eine junge britische Lehrerin, die mit Mrs. Moore nach Indien gereist ist, um zu prüfen, ob sie wirklich Ronny Heaslop heiraten will, den Sohn Mrs. Moores, der in Tschandrapur als Richter arbeitet. Sie ist intelligent und mutig, religiös und ehrlich, wird aber von ihrer Umwelt auch als ignorant und dumm erlebt. Sie will das „wahre“ Indien kennenlernen, aber schon nach kurzer Zeit ist sie von der englischen Exilgesellschaft gelangweilt und fürchtet, als deren Mitglied Indien nur mit englischen Scheuklappen erleben zu können. Sie ahnt bald, dass sie Ronny nicht liebt, und dieser Gedanke verbindet sich beim Besuch der Marabar-Grotten mit der Beobachtung, dass ihr Aziz gefällt – in dieser Konfusion halluziniert sie, dass Aziz sich ihr unsittlich genähert hätte. Damit löst sie die Katastrophe aus, aber sie hat immerhin die Kraft, ihren Irrtum nachträglich einzuräumen.
Mrs. Moore ist eine ältere englische Dame und Mutter des sich in seiner Rolle als englischer Kolonialbeamter einrichtenden Ronny Heaslop. Sie ist lebenserfahren, hat liberale Grundsätze und denkt und urteilt selbständig. In der Diskussion mit ihrem Sohn hinterfragt sie dessen koloniale Selbstgerechtigkeit und Arroganz gegenüber Indern; als er sie wegen ihrer Bekanntschaft mit Aziz kritisiert, besteht sie auf ihrer Autonomie. Sie ist Christin mit Respekt für den Islam, fühlt sich aber beunruhigt durch die Ereignisse um sie herum und hält Adelas Anschuldigungen gegen Aziz für hysterische Einbildungen. Obwohl sie anfangs jünger erscheint als sie ist, wird sie zunehmend erschöpft und beschließt, vorzeitig nach Europa zurückzureisen.
Die englischen Nebenfiguren wie z. B. Ronny Heaslop, der englische Amtsrichter in Tschandrapur, Mr. McBryde, der britische Polizeichef, Mr. Turton, der oberste Distriktoffizier, und Major Callendar, der britische Chefarzt, sind Variationen eines sich steigernden Rassismus; die indischen Nebenfiguren, wie z. B. der Brahmane Narayan Godbole, Professor am College in Tschandrapur, und Nawab Bahadur, ein sehr wohlhabender muslimische Inder, repräsentieren das bürgerliche Umfeld, das die Aktionen der englischen Beamten kritisch beobachtet.

## Titel
Der Titel geht nach Forsters eigenem Hinweis zurück auf den Titel eines Gedichts und eine Gedichtzeile von Walt Whitman. Whitman hat 1871 die Eröffnung des Suezkanals hymnisch als Anbruch einer Zeit der Völkerverständigung gefeiert, die Forster in A Passage to India scheitern lässt. Im 29. Kapitel wird zwar die in zwei Richtungen weisende Statue Ferdinand Lesseps´ am Ufer des Suezkanals erwähnt, aber „Forsters Roman liest sich wie ein ironischer, skeptischer Kommentar zu Whitmans Prophezeiung.“ Im Englischen bedeutet eine passage nicht nur die Verbindung zweier Punkte im Sinn eines Korridors, Durchgangs oder Durchlasses, sondern auch die Bewegung von einem Punkt zu einem anderen im Sinn einer Annäherung. Diese zweite Bedeutung ließe sich für den Titel des Romans mit Reise oder Überfahrt nicht zureichend ins Deutsche übersetzen, da dies die physische Bewegung des Reisens und damit die Phase zwischen dem Ausgangspunkt und dem Ziel akzentuiert, was den Intentionen des Romans nicht gerecht würde. Da die Gewissheit der Existenz Indiens vorausgesetzt werden kann, wird der Leser den deutschen Titel Auf der Suche nach Indien auch nur metaphorisch verstehen können, der in Übereinstimmung mit dem Inhalt den Versuch einer spirituellen Annäherung bezeichnet – und die Möglichkeit des Scheiterns anklingen lässt. Zudem ist die weibliche Hauptfigur Adela Quested während ihres Indienbesuchs vor allem auf der Suche nach dem „wahren Indien“, wie schon ihr Nachname andeutet, der an die englische Wendung in quest of denken lässt, was auf der Suche nach bedeutet; Mrs. Turton, die Frau des Verwaltungsleiters in Tschandrapur, bemerkt in frühem Argwohn über diese Neugier: „Miss Quested, was für ein Name!“

## Erzählweise
Der Text ist leitmotivisch mit Themenkomplexen und ihren metaphorischen Verdichtungen durchwirkt. Die Textur besteht im Wesentlichen aus Aspekten des Kolonialismus, der inneren Widersprüche der indischen Gesellschaft, der magisch überhöhten Natur und aus den Störungen von Erkenntnis und Kommunikation der Figuren. Peter Burra hat am Beispiel der zum Tod führenden Erschöpfung Mrs. Moores gezeigt, wie Anklänge dieser Motive in der Erzählung allmählich gesteigert werden.
Die äußere und innere Welt der Hauptfiguren wird von einem auktorialen Erzähler geschildert, der von einem Standpunkt außerhalb der Ereignisse den „dear reader“ anspricht, das Verhalten seiner Hauptfiguren kommentiert und mit seinen Prognosen weit über die erzählte Zeit hinaus in ihre Zukunft ausgreift. Von hier aus distanziert er sich von den Handlungen und Meinungen seiner Figuren oft durch Ironie, die die englischen Expats mehr als die Inder ihres Umfelds trifft: Beispielsweise hat es Miss Quested nicht gerade verstanden, sich bei ihren Landsleuten beliebt zu machen, aber „so wusste sie doch aus ihnen herauszulocken, was an ihrem Charakter so bemerkenswert war. Ein paar Stunden lang fühlten sie alle sich vom Strom erhabener Gefühle dahingetragen […] die Züge von selbstlosem Kummer geadelt.“ Oder: „Nicht einmal Lady Mellanby konnte die Dimensionen eines P&O-Liners vergrößern, aber sie war eine sehr, sehr nette Frau … “ Die Schwächen der Engländer werden aus der Perspektive der indischen Charaktere noch einmal schärfer gezeichnet. Beim Thema der Orientalen nachgesagten Bestechlichkeit äußert einer von ihnen: „Wenn wir armen Nigger Schmiergelder annehmen, dann tun wir auch wirklich, wofür man uns bezahlt […] Die Engländer stecken Schmiergelder [eine goldene Nähmaschine zwecks Umleitung eines Kanalprojekts] ein, ohne auch nur das Geringste dafür zu unternehmen. Ich finde sie bewundernswert.“ Aber die Inder beziehen sich auch selbstironisch aufeinander: Wenn ein Küchenjunge „eine Schlange tötet, gut, aber wenn er sie dadurch tötet, dass er sie in zwei Hälften zerschneidet, schlecht, weil es jetzt ja zwei Schlangen sind.“ Im Rückblick auf eine Zeit experimenteller Überwindung auktorialer Perspektiven durch beispielsweise James Joyce und Virginia Woolf wird in dieser Ironisierung ein Ausweg gesehen, die bevormundende Allgemeinverbindlichkeit auktorialer Erzählsituationen zurückzunehmen und „dem Geschmack des modernen Lesers“ zu entsprechen. Peter Burra betont, Humor und Satire seien bei Forster häufig vernachlässigte Züge in den Analysen seiner Werke.

## Komposition

### Disparitäten
Der Roman ist in drei unterschiedlich lange Teile von 112, 151 und schließlich nur 40 Seiten gegliedert, die nach Forster die drei Jahreszeiten des indischen Wetters repräsentieren. Moschee und Tempel sind aber auch die widerstreitenden spirituellen Gravitationszentren des Kosmos von Tschandrapur, in den als dritte Kraft die Natur vermittelnd und potenziell rettend mit ihren Grotten tritt. Während der erste Teil aus elf Kapiteln besteht, enthält der umfangreichere zweite Teil, die Grotten, zwanzig und der letzte Teil, Tempel, nur fünf Kapitel. Die Disparität der Struktur wiederholt sich beim Blick auf die Kapitel, von denen zehn zwischen einer (!) und vier Seiten lang sind, zehn aber zwischen zehn und zwanzig Seiten. Diese Unterschiede sind nicht immer inhaltlich zu rechtfertigen: Beispielsweise schildert das nur aus drei Absätzen bestehende 21. Kapitel einen ereignislosen Abend Fieldings und hätte ohne weiteres in das elf Seiten lange Kapitel davor integriert werden können. Eine Erklärung für diese Disbalancen wird in der Entstehung des Romans gesehen: Im Sommer 1913 beginnt Forster die ersten Kapitel zu schreiben, aber erst im Herbst 1922 nimmt er die Arbeit wieder auf – die Schwierigkeiten der Integration seines umfangreichen Materials und eine wiederholte Neuordnung haben sich in dieser Struktur niedergeschlagen. „Während der ursprüngliche Entwurf noch mit einem allwissenden Erzähler und eindeutigen Tatbeständen arbeitete, hat Forster die Erzählstruktur in der endgültigen Fassung offener gestaltet. Vieles bleibt nun undeutlich und geheimnisvoll.“ Der Literaturhistoriker Sutherland sieht die Ursache für die verzögerte Fertigstellung darin, dass Forster lange keinen Weg gefunden hatte, die Probleme von Anglo-Indien angemessen als Roman darzustellen.

### Spannungskurve
Die längsten Kapitel widmet der Autor den Ereignissen kurz vor, während und nach dem Besuch der Marabar-Grotten, wobei das mit Aziz´ Verhaftung endende 16. Kapitel, der Wendepunkt der Stimmungen, exakt in der Mitte des Romans positioniert ist: „Das Herz war ihm voll von einer bisher unbekannten Glückseligkeit.“ Und dann: „´Dr. Aziz, ich habe die peinliche Pflicht, Sie zu verhaften.´“ Mit den hierdurch ausgelösten Verwicklungen hält sich der Spannungsbogen über die folgenden neun Kapitel und nahezu einhundert Seiten in leichter Bewegung oszillierend auf etwa gleicher Höhe und senkt sich erst nach Rücknahme der Anklage gegen Aziz im 24. Kapitel allmählich ab. In mehr als einer Bemerkung spiegelt der Autor diese Spannungskurve des Dramas in der Beschreibung des Höhenrückens der Marabar-Hügel, der sich als eine magische Kraft aus der Ebene auf die Handelnden zubewegt und mit „Fäusten und Fingern“ die Ereignisse gleichsam in den Himmel diktiert.

### Relevanz der Kürze
Durch ihre Absonderung haben die Themen der Kurzkapitel mehrfach die Funktion von Zwischenspielen, die in einem relativierenden Ton die geografischen, chronologischen und politischen Koordinaten des Dramas erweitern, unter denen die Ereignisse zu verstehen sind. So beschreibt das erste Kapitel die indisch-schmutzige und englisch-parkähnliche Seite der fiktiven Stadt Tschandrapur, deren beide Seiten unter der Regie von Sonne und überwölbendem Himmel an den Ufern des Ganges liegen. Die Stadt werde vom Fluss nur geduldet und könne jederzeit wieder von den Ufern gewaschen werden – eine erste Überhöhung der Macht der natürlichen Umstände. Im zehnten Kapitel siegt eine drängende, drohende, gleißende Mittagshitze über die Menschensphäre, deren überschätzte Machtspiele der Mehrzahl aller Lebewesen völlig gleichgültig seien – hier werden die Menschenverwicklungen auf einer naturhaften, unabhängigen, magischen Bühne platziert, die den Machtspielen gleichsam die Regeln des Auf- und Abtretens vorgibt. Im zwölften Kapitel werden den sichtbaren Grotten des Marabar die unzähligen weiteren, im Granit verborgenen gegenübergestellt und dadurch die geheimnisvolle Unbegreiflichkeit Indiens ins Bild gesetzt. Im 32. Kapitel verlässt Fielding für zwei Jahre Indien per Schiff durch den Suezkanal und erlebt den Gegensatz von indischem „Formengestammel“ und der Klarheit der venezianischen Renaissance, von indischem Durcheinander und einer „Kultur frei von aller Verworrenheit“, was der Klage des Erzählers über die politische Zukunft Indiens am Ende des Romans vorgreift. Bei mehreren der kurzen Kapitel steht daher ihre Kürze in umgekehrtem Verhältnis zur Grundsätzlichkeit der Aussagen.

## Kolonialismus

### Gewalt
„England hat Indien in einem Netz gefangen“, das von einer „Besatzungsarmee“ gesichert wird und auf der Seite der Beherrschten, der „unterworfenen Rasse“, zu einem stillen Hass, auf Seiten der englischen Beamten zu permanenter Unruhe auf diesem Außenposten des Empires führt. Das System des britischen Kolonialismus in Indien wird weder ökonomisch, mit Blick auf die Ausbeutung indischer Ressourcen, noch im Hinblick auf die beispielsweise im Sepoy-Aufstand oder im Massaker von Amritsar von britischen Truppen ausgeübte Gewalt thematisiert. Der Erzähler lenkt die Aufmerksamkeit auf die zivilisatorischen und kulturellen Entwicklungen, auf die Einstellungen und das Verhalten der indischen Repräsentanten und der englischen Expats, die auf subtile Weise vom kolonialen Herrschaftsverhältnis beeinflusst werden. Verhalten und Gefühle werden zwar generell von der Position im kolonialen System beeinflusst, aber innerhalb der indischen als auch der britischen Charaktere gibt es unterschiedliche Vorstellungen von ihren Rollen und der Zukunft der Gesellschaft.

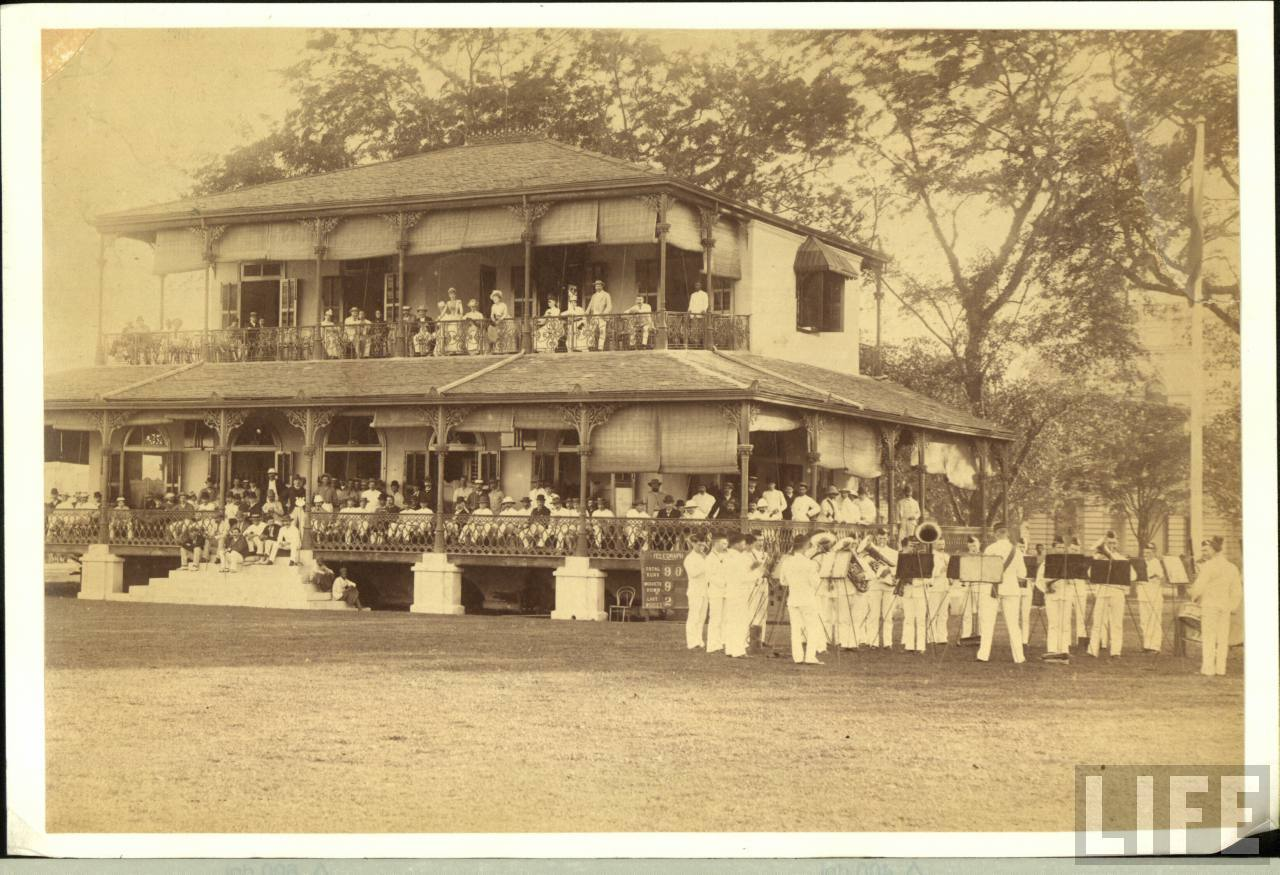
Der ausschließlich weiße „Club“ ist mit Restaurant, Damen- und Herrenzimmern, Tennis- und kleinen Golfplätzen sowie regelmäßigen Festen das soziale Zentrum der englischen Community in Indien.

Aus Sicht der englischen Kolonialbeamten geht es nicht um Freundlichkeit, sondern um „die Bewahrung von Frieden und Gerechtigkeit“ zu Indiens eigenem Besten. Der Erzähler schreibt die oft brutale Einstellung der englischen Beamten nicht einer von vornherein grausamen Persönlichkeit zu, sondern sieht darin eine mit ihrer Aufgabe allmählich übernommene Charaktermaske, die die Selbstgewissheit und Kälte der Herrschaft über Inder mit sich bringe, die inwendig alle Kriminelle seien. Nach spätestens zwei Jahren habe der Beamtennachwuchs sich an diese Situation angepasst und begriffen, dass in Indien nichts nur privat, alles mit allem verbunden sei, hinter allem eine Absicht stecke und sich Briten gerade in Momenten der Krise immer demonstrativ gelassen bewegen und äußern müssen. Vor dem Prozess gegen Aziz in Folge der Anschuldigung Adelas schlägt der von den Mittelklasse-Engländern in Tschandrapur kultivierte rassistische Hass sogar in Forderungen nach einem Blutbad um. Im alltäglichen Belauern der beiden Seiten kommt es immer wieder zu Mikroaggressionen: Engländer fühlen sich von Indern hingehalten, Inder sich von Engländern aus nichtigen Gründen herumkommandiert und mehr oder weniger offen verspottet, im Gerichtssaal wollen Engländer eine höhere Sitzposition durchsetzen und selbst Fielding antwortet auf die naheliegende Frage nach der Rechtfertigung der englischen Herrschaft über Indien auf eine so unverblümte Weise, dass seine indischen Freunde sich verletzt fühlen.
Nach der Veröffentlichung wurde Forster in England und in Britisch-Indien wegen seiner Darstellung der britischen Kolonialbeamten kritisiert. Für seine Lebensführung als Professor in Cambridge schien es daher wichtig, seine Intentionen bei A Passage to India zu erklären: „Beim Schreiben hatte ich keine politischen Absichten, nicht einmal soziologische.“ Peter Burra räumt ein, dass die politische Kritik am englischen Imperialismus zwar deutlich sei, aber man daraus nicht schließen dürfe, dass Forster das Buch deswegen geschrieben habe; sein Hauptinteresse habe den Konflikten der Menschen gegolten, die durch den Rassengegensatz bzw. die britische Herrschaft nur verschärft worden seien. Pankaj Mishra betont dagegen den anti-imperialistischen Liberalismus Forsters, der vom Vorgehen der Briten 1919 in Amritsar und bei der Auflösung des Osmanischen Reiches entsetzt gewesen sei.

### Freundschaft
Der Prozess um die Ereignisse in den Marabar-Grotten legt das Gewaltverhältnis offen und „zerstört mehr als jemals wieder heilen könnte“ – auch die unerwartete Freundschaft zwischen Aziz und Fielding zerbricht daran. Als sich ihre Freundschaft nach der Auflösung eines Missverständnisses erneuert, erklären die Stimmen der personifizierten Natur und Kultur eine solche Freundschaft unisono für unmöglich: „Sie riefen mit ihren hundert Stimmen: ´Nein, noch nicht´, und der Himmel bestätigte: ´Nein, nicht hier.´“ Indem diese letzten Worte des Romans die Frage des Anfangs nach der Möglichkeit einer Freundschaft mit Engländern verneinen, wird die Erzählung in diesem umfassenden Rahmen zum poetischen Beweis der Unmöglichkeit dieser Freundschaft. „Forsters Indienroman kann man als Meditation über diese ´Vertrauensfrage´ lesen, als eine Studie über die Hoffnungen und Enttäuschungen bei den Annäherungsversuchen zweier unterschiedlicher Kulturen. [ …  Er] beschreibt mit niederschmetterndem Pessimismus den psychologischen Effekt von Kolonialismus und Imperialherrschaft.“ Der scheiternde Freundschaftsversuch von Aziz und Fielding sei das Grundmotiv des Buches.

### Widerstand
Die indischen Figuren reflektieren immer wieder über die Herrschaft der Engländer in Indien und das letztlich ihnen durch Gewalt aufgezwungene Verhalten gegenüber der Kolonialmacht. Im kleinen Kreis der gebildeten Inder im Mittelpunkt der Erzählung dominiert zunächst ein resignierter Realismus, der erst mit dem Prozess gegen Aziz an Oppositionsgeist gewinnt. Auch Adela Quested fragt sich mit Blick auf ihre übernervösen Landsleute: „Mit welchem Recht durften sie [die Engländer] so viel Bedeutung in der Welt beanspruchen und sich den Titel einer Zivilisation verleihen?“
Beispielsweise ist Aziz anfangs politisch wenig interessiert und in der Vorbereitung des Ausflugs zu den Marabar-Grotten geradezu servil. Durch den Prozess wird er zu einem Anti-Briten und nationalistischen Moslem und nach dem Sieg vor Gericht wollen seine Freunde das Momentum für eine politische Offensive und der Mob der Straße es für einen Aufruhr nutzen. Beides kommt nicht zustande, aber in der letzten Szene des Romans wirft sich Aziz in eine Pose des Aufstands, indem er sein Pferd zum Aufbäumen zwingt und ausruft: „Indien eine Nation! Alle Fremden raus! Hindus und Moslems und Sikhs und alle werden Eins! […] Nieder mit den Engländern.“ Worauf der Erzähler trocken kommentiert: „Was ein Wunschbild!“
Das im letzten Satz der Erzählung von den personifizierten Umständen verfügte Nicht jetzt, Nicht hier bezieht sich auch auf diese von Aziz skizzierte politische Perspektive eines unabhängigen Indiens, die der Erzähler Anfang der 1920er Jahre historisch zutreffend als noch unrealistisch beurteilt. Die 1885 gegründete indischen Kongresspartei ging in der ersten Phase ihrer Geschichte mit Anfragen und Bitten auf die Kolonialregierung zu, um sich an der britischen Regierung zu beteiligen und nicht, um sie zu ersetzen. Bis zum 1. Weltkrieg stellte die Kongresspartei das britische Kolonialsystem nicht infrage und erst nach 1918 wurde sie allmählich die führende Bewegung des indischen Unabhängigkeitskampfes. „Bei Forsters erstem Besuch Indiens [1912] war es politisch ein ruhiges Land. […] 1921 kam er zurück in ein politisch verstörtes Land.“ Der Erzähler reagiert auf diese wachsende Unhaltbarkeit der britischen Herrschaft über Indien, aber aus seiner Sicht vertiefen die Menschen mit ihren Anstrengungen sogar die Gegensätze und verhindern dadurch die für den Kampf um die Unabhängigkeit erforderliche Einheit Indiens.

## Zerrissenheit Indiens

### Kasten und Religionen
Die Gesellschaft Indiens ist durch tiefe Risse und Klüfte geprägt. Vor allem die drastischen Unterschiede der Kasten und Religionen spalten das Land. Die Briten nutzen das Kastensystem mit allen seinen Stufen in der Vielzahl ihrer Bediensteten von den Brahmanen bis hinunter zu den Unberührbaren. Verbunden mit der Hierarchie der Kasten, die nur für die Hindus gilt, bestimmt der Gegensatz von Hindus und Moslems die indische Gesellschaft. Die Moslems werden im Roman als eher intellektuell und rational gezeichnet, die die Hindus wegen ihrer Mystik und dem Geruch nach Kuhdung verachten. Für die moslemischen Inder Tschandrapurs sind die Hindus abergläubisch, schlaff und zaghaft, für die hinduistischen Bürger Tschandrapurs die Moslems eher fanatisch. Einzelne der Hauptfiguren suchen zwar nach einer verbindenden Einheit, aber auch das ins Leben gerufene nationalistische Komitee aus Hindus, Moslems, Sikhs und anderen war bisher zu keinem Ergebnis gekommen und würde sich im Falle des Abzugs der Briten wohl auflösen. Während islamischer Feste kommt es gelegentlich sogar zu religiösen Unruhen zwischen Moslems und Hindus wegen der Beschädigung heiliger Bäume, was zur Einberufung von Versöhnungs-Komitees führt. Selbst die sich nach dem Prozess gegen Aziz bildende Hindu-Moslem-Entente in Tschandrapur wird von den indischen Repräsentanten als nicht dauerhaft eingeschätzt.
Der dritte Abschnitt, Tempel, erzählt die Festlichkeiten des Gokul Ashtami, der Wiedergeburt Krishnas. Mehrere Aspekte der Feierlichkeiten werden als Mosaiksteine einer Lösung der indischen Gegensätze hervorgehoben: das Verschmelzen der Gläubigen zu einer einzigen Masse, das Gefühl einer umfassenden Wärme, das Ende aller Missverständnisse und Sorgen … Kritisch unterbricht der Erzähler aber seine eigene Hymne und fragt: „Hat es funktioniert?“ Da das Einheitserlebnis dem Gesetz der Zeit und dem Vergessen anheimfällt, wird auch diese Lösung scheitern.
Forsters Kontakte zu indischen Moslems während seiner Indienbesuche ließen ihn den postkolonialen islamischen Nationalismus und die Propaganda für Pakistan Jahrzehnte im Voraus erfassen; in historischer Weitsicht ließ er sogar mehr als zehn Jahre vor dem Zweiten Weltkrieg Aziz die Trennung von England nach dem nächsten Krieg vorhersagen.

### Zauber der Natur
Im Horizont des erzählten Kosmos gibt es in der Menschensphäre keinen Ausweg aus dem Dilemma, das eine spaltende religiöse Identität mit der Unterwerfung unter die Briten verknüpft. Stattdessen spielt den ganzen Roman hindurch eine auf den ersten Blick romantische Naturdarstellung eine politische Rolle: Natur wird erzählt als eine belebte, handelnde, drängende, drohende Kraft, die das verwirklichen könnte, was den Menschen nicht gelingt, die Einheit Indiens – diese „politische Aufgabe“ der Natur ist das organisierende Zentrum ihrer Personifikationen. 

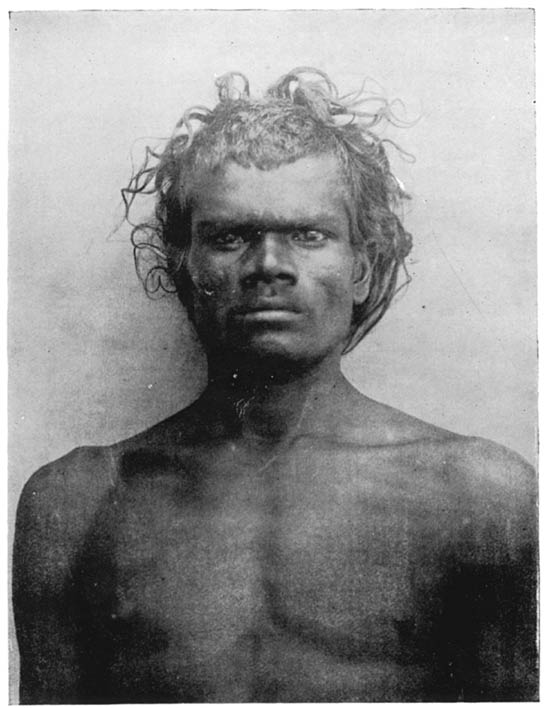
Ein Unberührbarer der Paraiyar. Foto von 1909. Untere Kasten wurden biometrisch erfasst, um ihren sozialen Status und angeblich niedrigere Intelligenz als bei Brahmanen (und Europäern) mit körperlichen Merkmalen begründen zu können.

Die Natur tritt den Figuren als autonome Kraft gegenüber, als eine fühlende Substanz mit einer in Zeitaltern gewachsenen Gleichgültigkeit gegenüber der auf ihrem Rücken siedelnden und sich in Kämpfen um die Herrschaft erschöpfenden Menschheit, die sie jederzeit an ihren Ufern auch wieder verschlucken könnte. Der Konflikt der Kulturen des Kontinents wird durch die Ausweitung des Blicks relativiert und mit der Hoffnung auf eine magisch unterstützte Lösung verbunden. Im Unterschied zur Struktur der Menschensphäre ist die Natur der Seinsbereich, der auf verschiedene Weise Einheit ermöglicht: Der Himmel verfügt zusammen mit der Erde über magische Kräfte und verbindet sich mit der alles unparteilich umfassenden Unrast der aufsteigenden Nacht, während tagsüber die Mittagsglut die Menschen aus den Straßen in den Schatten zwingt; die gleißende Sonne droht der Mehrheit der Bewohner Indiens, der unartikulierten Welt, die Oberherrschaft zurückzugeben und „das triumphierende Vehikel der Zivilisation in der zeitweiligen Versteinerung zu immobilisieren.“ Mehr als einmal verlassen die zwanzig Meilen entfernten Marabar-Hügel ihre Position und erheben sich in Schönheit, „bevölkert mit Heiligen und Helden rücken sie huldvoll wie eine Königin“ vor auf Tschandrapur.
Und gibt die Natur ein zusätzliches Exempel ihrer Magie, dann erschafft sie aus den erdnahen Schichten der untersten Kaste einen Menschen seltenster Schönheit, der wie ein Idol des nachbritischen Indiens im Gerichtssaal ahnungslos gegenüber seiner Bestimmung den großen Fächer bewegt, „ein wahrer Gott“, „der Gesellschaft beweisend, wie wenig deren Kategorien ihr bedeuten.“ Aber der Erzähler weiß, dass seine der Natur zugesprochene Magie nur eine phantastische Lösung ist für die historisch noch unlösbare Situation.

### Blick nach Europa

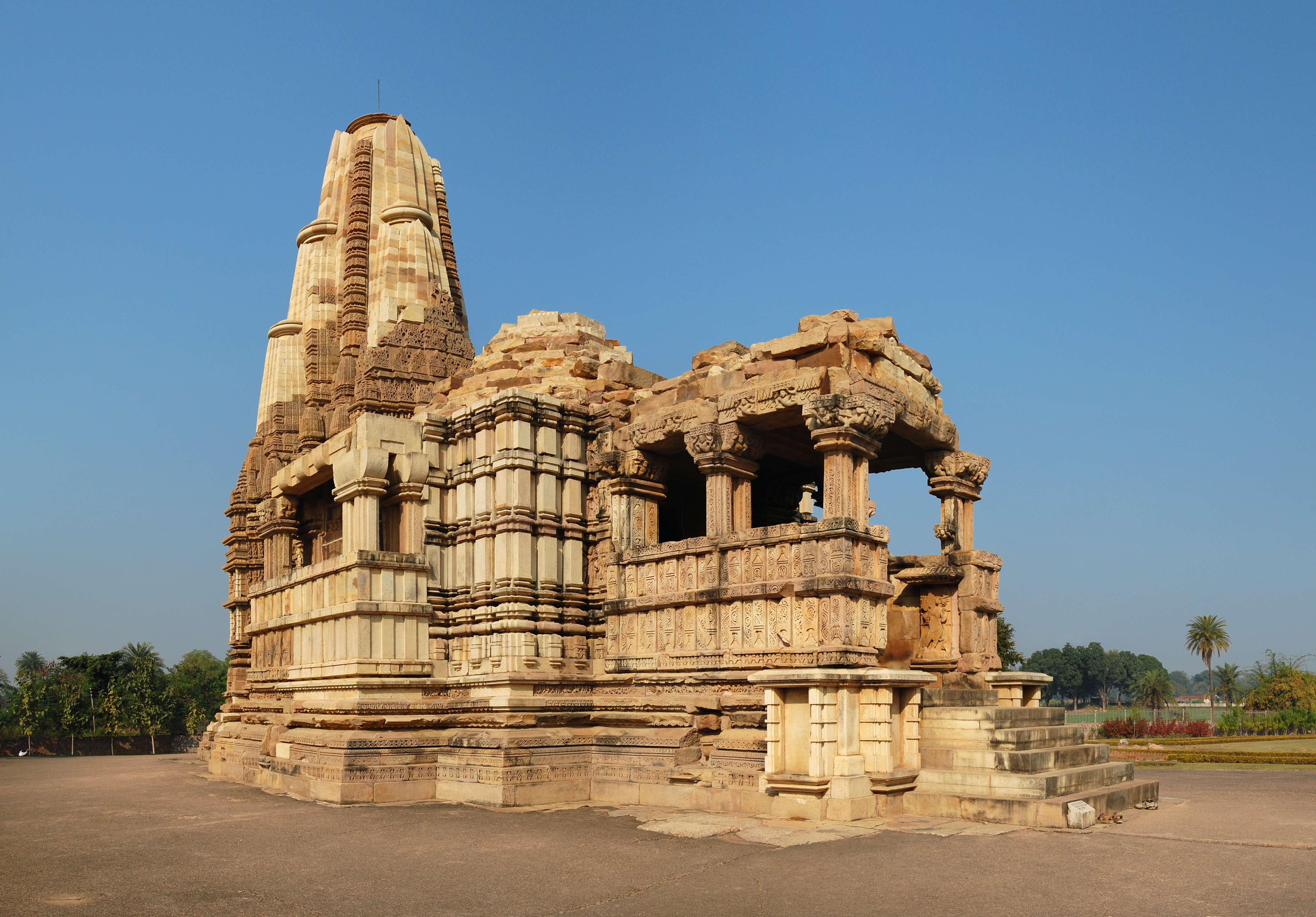
Der Shiva geweihte Dulhadeo-Tempel in Khajuraho, Zentralindien, erbaut um 1000 n. Chr., heute im Weltkulturerbe gelistet. (Foto 2010)

Als der Erzähler sich mehrmals einem Thema außerhalb der eigentlichen Erzählung zuwendet, wechselt er wie zu einem weiteren auktorialen Standpunkt: Zwei seiner Figuren, Adela Quested und Cyril Fielding, reisen unabhängig voneinander von Indien über den Suezkanal zurück nach Westeuropa. Der Erzähler nutzt diese Nebenhandlungen zu einem Vergleich von „Mittelmeerkultur“ und indischer Kultur, in welchem seine bisher mehr der indischen Seite als der englischen Kolonialkultur geltende Empathie sich zu einer resignierenden Bevorzugung Westeuropas wandelt. In Indien scheine alles am falschen Platz, seine Bauwerke seien formlos, die Tempel mit Götzen bestückt, ungeheure Komplexität zeige sich in „stammelnden Formen“ – die indische Zivilisation habe sich noch nicht aus dem „Durcheinander“ erhoben und Prognosen über die Lösung ihrer Konflikte sind nicht möglich.  Dagegen bleibe schon mit der Einfahrt in den Suezkanal alles zurück, was „schwierig und ungeklärt“ sei. Vor allem die venezianische Renaissance erfüllt Fieldings Erwartungen nach Klarheit: Venedig ist Schönheit und Form, Harmonie zwischen menschlicher Schöpfung und Erde, denn „die Welt des Mittelmeeres ist das Maß alles Menschlichen.“ Die Schönheit Venedigs ist die Allegorie des Erzählers für das, was in Indien noch nicht oder nie funktionieren wird. Dieses indische Lamento spricht nur deutlicher aus, was der Erzähler bisher der Magie der Natur zugeschrieben hat, der einzigen zur Einheit Indiens treibenden Kraft.

## Grenzen der Erkenntnis

### Missverständnisse

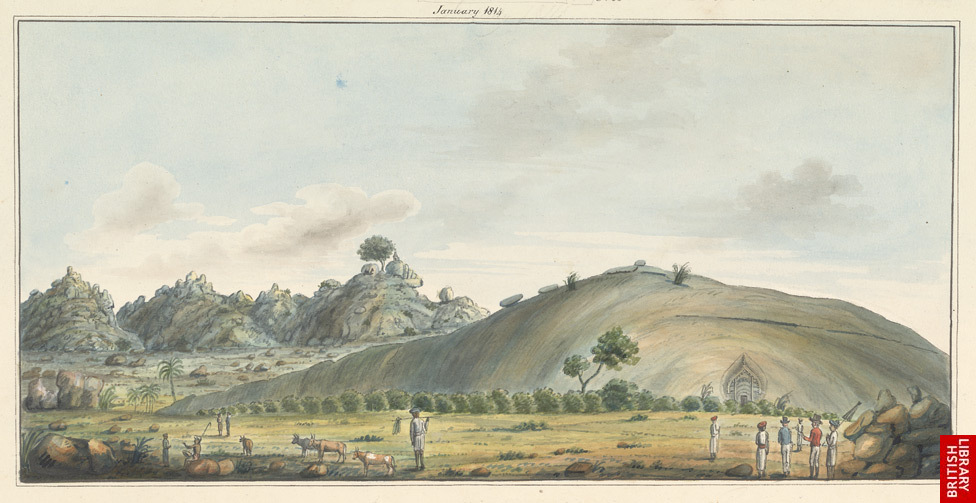
Landschaft bei den Barabar-Höhlen im Nordosten Indiens, die Forster zu den „Marabar-Höhlen“ inspiriert haben (Aquarell 1814)

Die Annäherung an eine ungewohnte äußere Welt beginnt in der Regel mit der Verlässlichkeit ihrer Phänomene. Diese ist für die Romanfiguren aber nicht gegeben: Von den Marabar-Grotten sind nur zwei Dutzend zugänglich, aber vierhundert, viertausend oder vier Millionen könnten noch im Granit verborgen und seit der Ankunft der Götter nicht geöffnet worden sein – eine weitere Metapher der Unergründlichkeit Indiens. Die Menschen in Tschandrapur scheinen aus Lehm gemacht, der Mond dort größer als in Wirklichkeit, das westliche Ohr verliert in indischer Musik alle Orientierung und in Indien, „wo nichts genau zu bestimmen ist, verschwinden die Dinge nach jeder Frage oder ändern ihre Gestalt“ und verlieren ihre Umrisse: „Wie kann der Verstand ein solches Land erfassen?“
Adela Quested, die Suchende, will das „wirkliche Indien“ finden und hofft anfangs, es von Aziz erklärt zu bekommen, was nach ihrem unaufklärbaren Erlebnis in der Grotte und ihrer Anklage gegen Aziz nicht weniger illusionär ist als der auch in Indien unmögliche Blick auf „die andere Seite des Mondes.“ Obgleich sie bald schon begreift, dass ihr als Mitglied der englischen Community ein freier Blick auf ihre Umwelt unmöglich würde, sucht sie keinen zweiten, von der englischen Community unabhängigen Zugang zu den Angehörigen der indischen Mittel- und Oberschicht in Tschandrapur. Nach dem Prozess gegen Aziz kann Hamidullah Ali ihr vorwerfen, weder die indische Gesellschaft noch ihre Religionen zu verstehen und Fielding ergänzt, sie habe von Anfang an nur Indien, nicht aber Inder kennenlernen wollen; anders als Adela gesteht Mrs. Moore dagegen, sich bei ihrer Abreise aus Indien wenigstens ein, die richtigen Orte nicht besucht zu haben.
Diese Grenzen des Interesses, Grenzen der Kulturen und der Möglichkeit von Erkenntnis überhaupt führen im Miteinander der Figuren zu einer Vielzahl von „Missverständnissen“: Es kommt zu stummer Missbilligung, zu Unsicherheit über die Verursacher einer Kollision (Hyäne, Ziege oder Büffel?), über die Ursache einer Aufregung (Schlange oder keine?), über eine gescheiterte Verabredung, über Adelas Frage, ob Aziz in Polygamie lebe, über das unerwartete Verschwinden Adelas aus den Grotten bis zu Adelas Eingeständnis ihrer falschen Anschuldigung, die zu Aziz´ Prozess geführt hatte. Folgenschwere Irrtümer entstehen nicht nur über Kulturgrenzen hinweg, sondern durch ungeprüfte Gerüchte auch innerhalb der indischen Hauptfiguren, wie beispielsweise Aziz´ von einem indischen Bekannten nicht entkräftete Annahme, Fielding habe Adela Quested geheiratet und ihm deshalb von der Forderung nach einer Entschädigung abgeraten.

### Echo der Natur
Der Erzähler verdichtet die immer wieder scheiternde Kommunikation der Menschen und die Vernachlässigung der Bedingungen ihrer Existenz in der Metapher des deformierten Echos: Welche Geräusche mit welchen menschlichen Zungen auch immer in einer Marabar-Grotte erzeugt werden, sie antwortet mit einem beunruhigenden „Boum“, ein Hinweis sowohl auf ihre Unnahbarkeit wie auch auf ihre widerständige Kraft. Bis zum Eingeständnis ihres Fehlers wird auch Adela vom zweifelnden Echo ihrer Halluzination wie von einem Tinnitus gequält. Dass dieses Echo aber nicht nur Stresseffekt des schlechten Gewissens ist, kommentiert der Erzähler vom „Standpunkt des Olymp“, auktorial: Das Universum produziere inzwischen überall Geräusche, deren Originale zwar harmlos, deren Echos aber immer von übel seien – eine Überlegung, die nie Fieldings Bewusstseinsschwelle erreicht habe. In den Echos rumort eine Kraft des Widerstands wie in einem Schluchzen, „als hätten sich gerade die Lippen eines Riesen geöffnet“ und die Sprengung seiner Fesseln angekündigt. In den deformierten Echos der Natur spricht die Notwendigkeit einer Änderung der Verhältnisse zu denen, die sie, wie der Erzähler, ändern wollen und denen, die sie nicht ändern wollen oder auch nicht ändern können.

### Triumph der Zwerge
Nach der durch Adelas Anklage ausgelösten Katastrophe berichtet der Erzähler von zwei Gesprächen zwischen ihr und Fielding, die versuchen, die Ereignisse in der Grotte zu rekonstruieren. In diesen beiden Ornamenten oder kleinen Vignetten können sie, von ihrer gleichen kulturellen Prägung ausgehend, ein so tiefes Einverständnis entwickeln, wie in keinem anderen Gespräch der ganzen Erzählung: „Es folgte ein Moment des Schweigens, wie er oft auf einen Triumph der Vernunft erfolgt.“ Beide sprechen die gleiche Sprache, haben dieselbe Meinung, sind sich sympathisch und füllen mit dieser Übereinstimmung „eine winzige Leere der Welt.“ Vom auktorialen Standpunkt des Erzählers bleiben sie dennoch  nur „Zwerge, die sich die Hand geben und sich gegenseitig versichern, dass sie das gleiche Maß an Einsicht gewonnen haben.“ Selbst wenn die Welt mehr ein Geheimnis als ein Durcheinander wäre, so bliebe dieser Moment der Verständigung nur „der Schatten eines Schattens eines Traumes“ ohne wirkliche Substanz: Der durch das Fehlen der Kulturgrenzen ermöglichte Triumph der Zwerge dauert nur einen winzigen Moment im Durcheinander der Welt und hat keine Bedeutung, ist nur Metapher für das pessimistische Menschenbild des Autors.

## Rezeption
Virginia Woolf hat Forster schon 1927 als Klassiker gewürdigt: „Es gibt grob gesprochen zwei Arten von Romanautoren. Einerseits die Prediger und Lehrer, angeführt von Tolstoi und Dickens, andererseits die reinen Künstler wie Austen und Turgenjew. Mr. Forster nun hat den wunderbaren Impuls, beiden Lagern gleichzeitig anzugehören.“
Kindlers neues Literatur-Lexikon wertet, Auf der Suche nach Indien sei von höherem Rang als die vorangegangenen Romane Forsters und sein Meisterwerk. Das Buch zeichne sich durch eine so subtile Erzählkunst, einen so stimmigen Symbolismus, eine so ausgewogene Sicht der menschlichen und eine so intime Kenntnis der indischen Verhältnisse aus, „dass es zu den klassischen Werken der modernen englischen Literatur gehört.“
Simon Strauß hält Forster heute für einen in seiner Heimat eher ungelesenen Autor, woran auch die Verfilmungen seiner Romane nicht viel geändert hätten. Dabei sollte Auf der Suche nach Indien sowohl für alle Indienreisenden als auch für alle „auf der Suche nach dem abenteuerlichen Herzen“ Pflichtlektüre sein.
Pankaj Mishra schätzt Auf der Suche nach Indien heute nicht nur, weil wir uns über seine formale Perfektion wundern, sondern auch wegen seiner umfassenden Darstellung von Gefühlen und Gedanken; der Roman zeige Forsters Vision einer Welt in einer geistigen Sackgasse, die wir kaum verstehen und in der Wissenschaft, Geschichte und Kunst uns auch nicht weiterhelfen.

## Adaptionen

### Bühne
Die US-amerikanische Schriftstellerin indischer Abstammung, Santha Rama Rau, schrieb ein Theaterstück, das 1960 erstmals und am Broadway von 31. Januar 1962 bis zum 28. April 1962 aufgeführt wurde. Eine weitere Bühnenadaption stammt von Martin Sherman und wurde 2002 in London uraufgeführt. Es wurde seitdem an verschiedenen Theatern in Großbritannien aufgeführt und auch im November 2004 in New York gezeigt.

### Film und Fernsehen
Bereits 1965 gab es basierend auf dem Theaterstück von Santha Rama Rau eine TV-Fassung, in der unter anderem Sybil Thorndike, Virginia McKenna, Cyril Cusack und Saeed Jaffrey mitspielten. Die Fernsehfassung wurde im November 1965 ausgestrahlt.
Die bekannteste Adaption des Romans ist die 1984 ins Kino gekommene Verfilmung Reise nach Indien. Nach dessen Erfolg wurden in den unmittelbaren Folgejahren mit Zimmer mit Aussicht und Maurice zwei weitere Romane von E. M. Forster verfilmt.
Die Produzenten Brabourne und Goodwin hatten sich für David Lean als Regisseur der Filmadaption entschieden, der das Drehbuch schrieb, den Film inszenierte und als ehemaliger Editor auch in der Lage war, den Film zu schneiden. Die Dreharbeiten fanden von November 1983 bis April 1984 zum größten Teil in Bangalore statt. Auf dem Grundstück des Maharajas von Bangalore wurden die Häuser der Briten für den Film gebaut sowie das indische Dorf mit der Moschee. Die Produzenten bemühten sich, die aufwendigen Schauplätze für den damals bereits 75-jährigen Regisseur leicht erreichbar zu machen, ohne dass das Filmteam auf lange Reisen gehen musste. Dennoch wurden einige wenige Drehorte weiter entfernt von Bangalore genutzt. Die Landschaftsaufnahmen am Ende des Films entstanden in Kaschmir.
Der Film wurde 1985 für insgesamt elf Oscars nominiert. Bei der Oscarverleihung 1985  für gab es Auszeichnungen für Peggy Ashcroft als Beste Nebendarstellerin und für Maurice Jarre für die Beste Filmmusik. Beide Künstler wurden 1985 ebenfalls mit dem Golden Globe Award ausgezeichnet. Hinzu kam ein Golden Globe als Bester ausländischer Film des Jahres. Bei den BAFTA Awards 1986 blieb es nach ursprünglich zehn Nominierungen bei der Auszeichnung für Peggy Ashcroft. Des Weiteren konnte der Film den begehrten National Board of Review als Bester Film gewinnen, während Victor Banerjee den Preis als Bester Hauptdarsteller erhielt.

## Ausgaben
- E. M. Forster: A Passage to India. Edward Arnold, Cambridge 1924
- E. M. Forster: A Passage to India. Penguin Books, London 1936
- E. M. Forster: A Passage to India. Penguin Classics, London 2005, ISBN 978-0-14-144116-0
- E. M. Forster: Indien. Aus dem Engl. v. Paul Fohr. Berlin: Neff 1932
- E. M. Forster: Auf der Suche nach Indien. Übersetzt von Wolfgang von Einsiedel. Fischer Verlag
- E. M. Forster: Auf der Suche nach Indien. Übersetzt von Wolfgang von Einsiedel. Fischer Taschenbuch 1960, 2001, ISBN 3-596-15154-6
- E. M. Forster: A Passage to India. Edited by Oliver Stallybrass. With an Introduction by Pankaj Mishra, Pinguin Books: London 2005, (zitiert als E. M. Forster: A Passage to India, Pinguin Books 2005) ISBN 978-0-241-54042-8
- E. M. Forster: Auf der Suche nach Indien. Roman. Aus dem Englischen von Wolfgang von Einsiedel. Mit einem persönlichen Nachwort von Simon Strauß, Hamburg: Zeitverlag 2015 (Die ZEIT Bibliothek der verschwundenen. Bücher, zitiert als E. M. Forster: Auf der Suche nach Indien. Roman, ZEIT Bibliothek 2015)  ISBN 978-3-945386-13-2